# Kinderpraat
Kinderpraat is een verzamelwoord voor uitspraken van kinderen die aan hen onbekende woorden verklaren met (logische) alternatieven. Zulke misvattingen kunnen uitgroeien tot volksetymologie.

## Voorbeelden
- Franse pan voor frangipane
- barb(i)eknoeien voor barbecueën (verscheen als uitspraak rond 1984 voor het eerst in het Nederlandse tijdschrift Bobo)

## Trivia
Televisieprogramma's als Praatjesmakers (met Jochem van Gelder), Kinderpraat (met Els De Schepper) en Kids say the darndest things (met Bill Cosby) brengen grappige uitspraken onder de aandacht.